# Barrington (Illinois)
Barrington és una població dels Estats Units a l'estat d'Illinois. Segons el cens del 2000 tenia 10.168 habitants.

## Demografia
Segons el cens del 2000, Barrington tenia 10.168 habitants, 3.767 habitatges, i 2.798 famílies. La densitat de població era de 853,5 habitants/km².
Dels 3.767 habitatges en un 39,6% hi vivien nens de menys de 18 anys, en un 64% hi vivien parelles casades, en un 8% dones solteres, i en un 25,7% no eren unitats familiars. En el 22,2% dels habitatges hi vivien persones soles el 9,8% de les quals corresponia a persones de 65 anys o més que vivien soles. El nombre mitjà de persones vivint en cada habitatge era de 2,7 i el nombre mitjà de persones que vivien en cada família era de 3,2.
Per edats la població es repartia de la següent manera: un 29,9% tenia menys de 18 anys, un 4,3% entre 18 i 24, un 28% entre 25 i 44, un 25,1% de 45 a 60 i un 12,7% 65 anys o més.
L'edat mediana era de 39 anys. Per cada 100 dones de 18 o més anys hi havia 86,7 homes.
La renda mediana per habitatge era de 83.085 $ i la renda mediana per família de 102.120 $. Els homes tenien una renda mediana de 80.232 $ mentre que les dones 38.795 $. La renda per capita de la població era de 43.942 $. Aproximadament el 2,3% de les famílies i el 3,1% de la població estaven per davall del llindar de pobresa.

## Poblacions properes
El següent diagrama mostra les poblacions més properes.